# لورا آشلي صامويلز
لورا آشلي صامويلز (بالإنجليزية: Laura Ashley Samuels)‏ هي ممثلة أمريكية، ولدت في 29 أغسطس 1990 ببرسبير في الولايات المتحدة.

## أعمال

### أفلام
- (2011) في الوقت المحدد[4][5]

### مسلسلات
- ويزردز أوف ويفرلي بليس[6]

## وصلات خارجية
- لورا آشلي صامويلز على موقع IMDb (الإنجليزية)
- لورا آشلي صامويلز على موقع ألو سيني (الفرنسية)
- لورا آشلي صامويلز على موقع أول موفي (الإنجليزية)
- لورا آشلي صامويلز على موقع قاعدة بيانات الفيلم (الإنجليزية)
- لورا آشلي صامويلز على موقع كينوبويسك (الروسية)